# 安立奎·巴萊斯特雷羅
安立奎·佩德羅·巴萊斯特里羅·格里福（西班牙語：Enrique Pedro Ballestrero Griffo，1905年1月18日—1969年10月11日），烏拉圭男子足球員，司職守門員，他參加1930年世界盃足球賽獲得冠軍，他在所有四場比賽期間都有上場。